# Alfred Clark
Alfred Clark  (* 19. Dezember 1873 in New York City; † 16. Juni 1950 in Fulmer, Bucks, England) war amerikanisch-englischer Pionier für Spezialeffekte in den Anfangstagen des Films. Er gilt als Erfinder der Stopptrick-Technik.

## Leben
Er besuchte das College of the City of New York und die Cooper Union School of Art and Science in New York. Seine Karriere in der Musikaufzeichnungsindustrie begann er 1889 bei North American Phonograph, die fünf Jahre später aufgelöst wurde.
Danach arbeitete er ein Jahr für das The Edison Kinetoscope Geschäft. 1895 wurde er bei Edisons Filmstudio Black Maria Nachfolger von William K. L. Dickson. Noch im gleichen Jahr produzierte er The Execution of Mary Stuart und Joan of Arc. 
1895 kehrte er zur Musikindustrie zurück und arbeitete mit Emil Berliner und Eldridge R. Johnson an einer Soundbox (ein Resonanzkörper). Ab 1896 erhielt er einige Patente auf Erfindungen zur Tonwiedergabe.
1899 ging er nach Europa und begründete mit der Gramophone Company (London) in Paris ein Joint Venture Cie française du Gramophone. 1909 wurde er Managing Director der Gramophone Company und restrukturierte das Geschäft. 1928 bekam er die britische Staatsbürgerschaft.
Bei Electric and Musical Industries (EMI) wurde er 1930 company chairman, 1931 founding chairman und 1941 chairman und managing director. Ein halbes Jahr nachdem er 1946 life president wurde, dankte er nach einem heftigen Aufruhr im Aufsichtsrat ab. 
Er war ein Kunstfreund und Förderer von George Grey Barnard. Er sammelte Chinesisches Porzellan. Seine Sammlung, über die Edgar Ernest Bluett 1933/34 im Apollo Magazine berichtete, und die 1935 auf der internationalen Kunstausstellung präsentiert wurde, wurde später von seiner Witwe aufgelöst. Er engagierte sich auch 1934–1948 in der Oriental Ceramic Society in London.

## Filmografie
- 1895: The Execution of Mary Stuart (The Execution of Mary, Queen of Scots)
- 1895: A Frontier Scene
- 1895: Rescue of Capt. John Smith by Pocahontas
- 1895: Duel Between Two Historical Characters
- 1895: Fan Dance
- 1895: Indian Scalping Scene
- 1895: Cyclone Dance
- 1895: Trilby Dance
- 1895: Umbrella Dance
- 1895: Joan of Arc